# Fontanellette
Fontanellette è una frazione del comune italiano di Fontanelle, in provincia di Treviso.

## Geografia fisica
Si trova a sudovest di Fontanelle, alla destra del fiume Monticano. È lambita dal modesto rio Piavesella.

## Monumenti e luoghi d'interesse

### Chiesa parrocchiale
La parrocchia di Fontanellette fu istituita il 15 maggio 1942 dal vescovo di Vittorio Veneto Eugenio Beccegato. Nel passato il paese ha sempre dipeso dalla parrocchia di Fontanelle, dapprima come mansionaria, poi come cappellania e infine come curazia.
Dopo questo evento si ritenne necessaria l'erezione di una nuova chiesa. Progettata dall'architetto Luigi Candiani, fu iniziata il 9 maggio 1953 e aperta al culto già il 30 ottobre successivo con la consacrazione del vescovo Giuseppe Zaffonato.

### Chiesa di Santa Maria degli Scarsi
Fu il principale luogo di culto del paese sino all'erezione della parrocchiale e deve il suo nome alla famiglia che vi aveva eretto un beneficio. Successivamente divenne giuspatronato dei Battuti di Fontanelle, per cui fu anche detta Santa Maria dei Battuti.